# لاين ارتشر
لاين ارتشر (بالإنجليزية: Iain Archer)‏ هو كاتب أغاني ومنتج أسطوانات بريطاني، ولد في 1971 في Bangor, County Down ‏ في المملكة المتحدة.

## وصلات خارجية
- لاين ارتشر على موقع IMDb (الإنجليزية)
- لاين ارتشر على موقع ميوزك برينز (الإنجليزية)
- لاين ارتشر على موقع أول ميوزيك (الإنجليزية)
- لاين ارتشر على موقع ديسكوغز (الإنجليزية)